# ぷよぷよSUN
『ぷよぷよSUN』（ぷよぷよさん）は、株式会社コンパイルの落ち物パズルゲーム『ぷよぷよ』シリーズの第3作。1996年にアーケードゲームとして発売され、以後いくつかのプラットフォームに移植された。2003年のPlayStation再発売版以降はセガより発売されている。
タイトルの「SUN（サン）」は「3」と掛けたもの。

## 主な特徴
前作まではアルル・ナジャのみが主人公だったが、本作では1人用モードのシナリオが難易度の異なる3つから選ぶことが可能で、それぞれで主人公が異なる。さらに、敵キャラクターにも独自の「連鎖ボイス」が導入され（2連鎖目以降はキャラクター毎のカットイン演出も出現）、対戦時は主人公以外のキャラクターも選んでプレイできるようになった。これに伴い画面レイアウトも変更され、それぞれのプレイフィールド内にはキャラクターの全身画像が大きく表示されている。キャラクターの選択と個別連鎖ボイスは有名声優を起用したPCエンジン版『ぷよぷよCD』シリーズでは既に導入されていたが、コンパイル発売の作品では本作が初となる。
また、タイトルの『SUN』の名にちなんで独自の新システム「太陽ぷよ（たいようぷよ）」も導入された。本システムを採用したのは、既に『ぷよぷよ通』の段階で早積み及び連鎖テクニックが確立・固定化しており、「ド素人でもマスターに勝てる」「あらゆるファン層に楽しんでもらう」ことをコンセプトとしたためである。また、本作から5色ぷよの表情（目つき）が明確に描き分けられるようになった（赤は怒り、青は悲しみ、緑は普通、黄色は笑顔、紫はニヤリになっている）。

## ゲームシステム
基本的なルールは『ぷよぷよ通』をベースにしている。ここでは『ぷよぷよSUN』での追加ルールや変更点について述べる。ゲームボーイ版『ぽけっとぷよぷよSUN』のみ、ルールが一部異なる（後述）。
太陽ぷよ（たいようぷよ）
本作では、「太陽ぷよ」と呼ばれる特殊なぷよが相殺時および全消し時に出現する。太陽ぷよが消滅する条件はおじゃまぷよと同じであり、通常の色ぷよが消えるときに隣接していると同時に消滅するが、太陽ぷよを連鎖に巻き込んで消すと通常よりも多めにおじゃまぷよを相手に送ることができる。得点ぷよに特徴が似ているが、大きな連鎖の後半に巻き込むほど威力が上がる。小規模な連鎖でも上手に太陽ぷよを絡めると大きな破壊力となるため、本作ではいかに太陽ぷよを効率よく連鎖に巻き込むかが重要となる。
おぷしょんで対戦時の太陽ぷよをOFFに設定した場合は、『ぷよぷよ通』と同様のルールに変化する。
日輪相殺（にちりんそうさい）
自分若しくは相手がフィールドにおじゃまぷよが予告された状態でぷよを消して相殺すると、画面中央の太陽マークに光が蓄積され、相殺が起こった回数分（自分と相手の双方が相殺を行なった場合は、両者の合計の個数）の太陽ぷよが両プレイヤーのフィールドに降る。太陽ぷよの落下位置は光の柱で予告され、おじゃまぷよの予告よりも優先されて降る。
おじゃまぷよの保留
「日輪相殺」を行った場合は太陽ぷよが降ってくるが、その代わりに通常のおじゃまぷよの落下が1ターン保留される。ただし、ぷよを相殺してから太陽ぷよが発生するまで僅かなタイムラグが存在するため、相手の連鎖中に連続で相殺しても一度に防げるのは1ターン分のみとなっている（連続して太陽ぷよが降ることはない）。
日輪相殺そのものは継承されなかったが、おじゃまぷよの保留システムは形を変えて『ぷよぷよフィーバー』など後の作品にも継承された。
全消しによる太陽ぷよボーナス
本作では全消しを行ってもおじゃまぷよの追加ボーナスが無い代わりに、全消し完了直後にその時の連鎖数に応じた数の太陽ぷよが自分のフィールドにまとめて降る（例：4連鎖全消し→太陽ぷよ4個発生）。

おじゃまぷよ・太陽ぷよの落下法則
本作ではおじゃまぷよと太陽ぷよの落下位置が、前作のようなランダムなものから法則性を持った順序へ変更され、6で割った余りのおじゃまぷよは特定の順番（機種により異なる）に、太陽ぷよは左から1列目より右に1つずつ向かって順番に、それぞれ規則的に降るようになっている。このため、特定の列に偏っておじゃまぷよが溜まるということが少なくなった。おじゃまぷよの規則的な落下法則システムは、後に一部の作品でも採用されている。
画面外の扱い
ぷよぷよシリーズでは、画面上に見える12段の上に、画面上には見えない段があり、これを画面外と呼ぶが、前作までは画面外は1段（13段目）しかなかったのに対し、本作では2段（13段目・14段目）に増えた。これにより、最大83個のぷよが置けることになり（敗北条件との関係上左から3列目の14段目は使えない）、理論上20連鎖まで可能となる。
予告ぷよの変更
前作のキノコ、星、王冠に変わり星ぷよ（180個に変更）、月ぷよ（360個）、彗星ぷよ（720個）、土星ぷよ（1440個、SS版での名称はぷよサターン）になった。また、「岩ぷよ」を「隕石ぷよ」と呼ぶようになった。これにより隕石ぷよ（岩ぷよ）より上位の予告ぷよの表す数は全てその整数倍となった。
ダメージボイス形式の変更
前作まではダメージボイスは2Pの連鎖ボイスという扱いであったが、今作からは個別の連鎖ボイスが導入されたこともあり、PCエンジン版『ぷよぷよCD』シリーズのようなおじゃまぷよを食らった時のボイスに変更された。おじゃまぷよ6個以上30個未満（次作『ぷよぷよ〜ん』以降は6個以上18個未満）の場合「弱（中）ダメージ」、30個（次作『ぷよぷよ〜ん』以降は18個以上）の場合「強（大）ダメージ」になる。
乱入
前作から引き続き搭載。ゲームボーイ版、携帯端末版以外の「ひとりでぷよぷよ」をプレイ中、対戦型格闘ゲームのように別プレイヤーが「乱入」して対戦をすることができる。決着後は勝利した方のプレイヤーが「ひとりでぷよぷよ」を引き継いでプレイすることになる。エキシビジョン扱いのカーバンクル戦では、「乱入禁止」と表示され乱入する事が出来ない。なお、NINTENDO64版では「かちぬきぷよぷよ」においても「乱入可能」の表記が出ているが、実際は乱入する事が出来ない。
ゲームモードの追加
NINTENDO64版やプレイステーション版では「とことんなぞぷよ」と「かちぬきぷよぷよ」が追加されている（詳細は後述）。
ゲームボーイ版には「かちぬき」は収録されていないが、追加キャラクターを含む任意の敵キャラクターとフリー対戦可能な「トレーニング」がある。また、前作『ぽけっとぷよぷよ通』・次作『ぽけっとぷよぷよ～ん』との通信対戦も可能となっている。『通』との通信対戦時は『通』のルールが適用され、ルール選択は『通』側で行うことになる。4人対戦や形状設置は選択不可能。

### ゲームボーイ版のルール変更点
ゲームボーイ版は一部のルールが他機種と異なっている。
- 日輪相殺での太陽ぷよの発生にタイムラグがなくなり、相殺直後に必ず太陽ぷよが落下するようになった[注釈 2]。これを受け、太陽ぷよの落下位置の予告は行われなくなり、間髪入れずに落下する。このため、連続して相殺すればおじゃまぷよをずっと防ぎ続けることができるようになった。『ぷよぷよBOX』に収録された「SUNスタイル」では、太陽ぷよの発生タイミングのみこのGB版と同様のものが採用されている。
- おじゃまぷよと太陽ぷよの落下位置に規則性が全く無くなり、前作のようにランダムなものに変更された。
- 全消し時に発生する太陽ぷよの個数が「（連鎖数-1）×2」に変更され、さらに前作『ぷよぷよ通』と同じく次にぷよを消した時に相手に送り込むおじゃまぷよの数も上乗せされる。また、全消し時に溜まっていた分の日輪相殺分の太陽ぷよも加算されて一緒に落下する（例：1連鎖全消し→太陽ぷよ無し&全消しボーナス、4連鎖全消し&相殺1回→太陽ぷよ7個発生&全消しボーナス）。一度に発生する太陽ぷよは最大30個（5段）までで、それ以上は切り捨てられる。

このGB版でのルールは、続編であるゲームボーイカラー版『ぽけっとぷよぷよ〜ん』にそのまま受け継がれた。また、『ぷよぷよ!! Puyopuyo 20th anniversary』・『ぷよぷよクロニクル』に収録された「ぷよぷよSUN」ルールは通常はアーケード版準拠のものだが、隠しコマンドで選択した場合はこのGB版準拠のルールに変化する。

## 各機種版の特徴
アーケード版
ST-V基板で動作。レベル別に主人公が「ドラコ」「アルル」「シェゾ」の三人から選べる。漫才デモはボイス無し。この機種のみ、ボイスの最後の部分が途切れる不具合がある。また、各キャラごとにゲーム中では未使用のボイスが1〜2種類ずつある。
セガサターン版
アーケード版から一部のデモグラフィック、連鎖ボイスを変更し、新規のオープニングアニメ、とことんぷよぷよ、スタッフロールを追加。ボイスはアーケード版から全て録り直され、漫才デモには声が追加、それに伴い台詞も若干変更された。BGMもアーケード版から全て作り直されているが、一部はアーケード版と同じ音源が使用されている。ハード本体の時計機能を用いて、特定の日に電源を入れると「アトリエモード」にイラストが追加される。7ヶ月後にはセガネットによるXBAND通信対戦専用の『ぷよぷよSUN FOR SEGANET』が発売され、モデムパック同梱の限定版も登場した。翌年の1998年7月30日には、通常版が廉価版「サタコレ」として再発売された。
ぷよぷよSUN64（NINTENDO 64版）
スケルトン-T・インキュバス・ルルーの声優を、一般オーディションで選ばれた声優に変更。解像度の関係上とことんぷよぷよ以外のレイアウトが変更となり、フィールドとその中間のスペースの間隔が他機種版に比べて若干狭くなっている。新モードとして、最大16人によるトーナメント方式の「かちぬきぷよぷよ」と、指示された問題を連続で解いていく、２人の時は同じ問題を解く速さを競う「とことんなぞぷよ」が追加された。ROM容量の関係により、漫才デモのボイスやSS版のオープニングアニメ、おまけイラストなどは収録されていない。さらに、漫才デモの台詞やグラフィックはSS版、PS版とほぼ同じため、他機種において台詞のふきだしは表示されないが声のみ流れていたシーンにおいて、台詞が無いにもかかわらずキャラクターの口のみが動いている場面が一部存在している。また、漫才デモにおいて、一部セリフに変更がある。BGMは多くが内蔵音源を使用している。
ぷよぷよSUN決定盤（プレイステーション版）
セガサターン版をベースとし、さらにNINTENDO64版の追加要素も含めた移植。キャラクターのボイスはNINTENDO64版と同じ声優で、漫才デモのボイスも再録されている。「とことんなぞぷよ」の練習問題はNINTENDO64版の64問から99問に増加している。BGMはセガサターン版と同じものが使用されており、セガサターン版でアーケード版の音源が使用されていた箇所、及びNINTENDO64版のとことんなぞぷよ・かちぬきぷよぷよの追加BGMも、CD-DA音源に変更された。ハード本体に時計機能が存在しないため、おまけイラストはセーブ回数の蓄積による擬似時計によって表示される。2001年4月12日には廉価版「PlayStation the Best」として、一部の不具合を修正して再発売された。
2003年1月30日には、セガより改めて廉価版が再発売された。このバージョンでは初期版をベースに、タイトル画面などのコンパイルの社名表示がセガのものに差し替えられた他、サタンの声優が『みんなでぷよぷよ』の声優（担当者は不明）に差し替え、コンパイル版では「ギャラリー」内に存在した「アトリエ」と「AAAからのメッセージ」が削除、メニュー画面のPS本体の画像が削除、エンディングからスタッフロール部分がカットされて短縮（最後のメッセージのみ表示される）、ランキングにデフォルトで登録されている名前がスタッフのものから前作までのようなキャラクターの名前に変更などの違いがある。こちらのバージョンは2014年3月12日にPlayStation 3、PlayStation Portable、PlayStation Vita、PlayStation Vita TV向けゲームアーカイブスとして配信が開始された。
Windows 95版
PS版をベースとした移植。PC-98シリーズからの移植により高画質化されていた『ぷよぷよ』や『ぷよぷよ通』のWin版とは異なり、解像度はアーケード版そのままだが、操作性は向上している。BGMもMIDIで新規に作り直されていた前作までとは異なり、本作ではSS版・PS版と同じものをファイル再生する形式に変更された。漫才デモの内容はほぼそのままだが、PS版で削られていた効果音の一部が再録されている。対戦を保存するリプレイ機能が追加された。また、元はコンパイルがWindows 95向けに発行していたディスク雑誌『ディスクステーション Vol.17』収録作品であるスポーツゲーム『白熱!ぷよりんぴっく!』も同時収録されている。
体験版も存在し、『ひとりでぷよぷよ』のふつうのステージ3（すけとうだら戦）までと『とことんなぞぷよ』の『れんしゅう』の99問中10問をプレイ出来る。BGMは流れない。
韓国でも、前作『ぷよぷよ通』と同様にコンパイルコリアより韓国語版『뿌요뿌요SUN』が発売され、こちらはテキストとボイスが翻訳されている（一部、日本版のボイスも流用）。
ぽけっとぷよぷよSUN（ゲームボーイ版）
本作唯一の携帯機への移植。スーパーゲームボーイおよびゲームボーイカラー対応。画面レイアウトは若干変更されているが、ぷよのグラフィックや全消し時の表示など、前作『ぽけっとぷよぷよ通』から流用されている点が多い他、敵キャラクターの思考ルーチンの一部も前作のそれを流用している。通常ルールのみに限定されるが、前作『ぽけっとぷよぷよ通』及び次作『ぽけっとぷよぷよ〜ん』との通信対戦も可能。ゲームボーイカラー使用時は画面がフルカラー表示になる。スーパーゲームボーイでプレイした場合はモノクロのままだが、前作と同様に専用フレームが表示され、ソフト1本で対戦可能。「とことんぷよぷよ」「とことんなぞぷよ」に段位認定機能が加わり、その成績に応じてタロットカードにちなんだキャラクターイラストを獲得し、ギャラリーで閲覧することができた。また、相手におじゃまぷよを送り込みつつとこなぞで対戦する「とことんなぞぷよたいせん」も登場。「ひとりでぷよぷよ」は漫才デモがなく、代わりにアーケード・メガドライブ版など初期の『ぷよぷよ通』のような対戦相手の紹介を行い、その後相手がそれに対し一言ツッコミを返すというデモに変更されている。前作までと同じくボイスは搭載されていない。また、キャラクターのアニメが他機種と大きく異なり、連鎖をすると画面中央に連鎖した側のキャラクターのみが映り、相手キャラクターをはじき飛ばす。BGMはNINTENDO64版に概ね準拠しつつ内蔵音源でのアレンジになっているが、一部未使用の曲も多く、また大半の曲のキーが変更されている。一部の曲は、次作『ぽけっとぷよぷよ〜ん』でも使用されている。
後に発売されたNINTENDO64版『ぷよぷよ〜んパーティー』とも連動しており、64GBパックを使ってイラストを閲覧したり、新たなイラストを獲得できるようになっていた。
携帯端末版
EZアプリ (BREW) 版、S!アプリ版、およびiアプリ版が存在する。携帯電話アプリ版には「ひとりでぷよぷよ」のアルルのストーリーのみ収録されているため、このストーリーに登場しないスケルトン・T、ハーピー、ちょっぷんの3体が登場しないほか、隠しボスのカーバンクルの出現条件も変更されている。連鎖ボイスはアルルのみとなっており、全キャラクターの連鎖カットインも一部省略（例えばアルルの2・3連鎖がどちらもファイヤーのモーションなど）されている。
ふたりでぷよぷよSUN（メガドライブ ミニ2版）
2022年10月27日に発売された『メガドライブ ミニ2』にて、本作を2人対戦モード「ふたりでぷよぷよ」に特化したバージョンが収録された。アーケード版をベースにメガドライブ当時の環境に合わせて演出やボイスが劣化されている。従来の「太陽ぷよ」ルールに加え、本作独自の新ルールとして、フィールド内に落下した太陽ぷよが積まれた色ぷよに憑依する「太陽イン」、日輪相殺とおじゃまぷよの遅延は発生するが太陽ぷよがフィールドに落下しない「フェイク太陽」が実装されている。対コンピュータ戦は搭載されていないが、1人用プレイとして「とことんぷよぷよ」に相当するプラクティスモードも搭載。タイトル選択用のパッケージおよび公式サイトのマニュアル用のイラストは、元コンパイル所属の壱が新規に書き起こしている。

## ゲームモード

### ひとりでぷよぷよ
コンピュータが操る相手キャラクターと戦うモード。今作では概ね初代を踏襲しており、3種類の難易度が設定されており、それぞれが別のストーリーを形成している。
- 携帯電話アプリ版は難易度：ふつう 「アルルの冒険」のみ収録。
- 難易度：ふつう 「アルルの冒険」と難易度：むずい 「シェゾの逆襲」では、特定条件を満たすと隠しボスとしてサタン戦の後にカーバンクルが乱入効果音とともに登場する。エキシビション扱いのため漫才デモは無く、カーバンクル戦の勝敗にかかわらずエンディングに突入し、エンディングの内容も変化しない。

| 『ひとりでぷよぷよ』対戦表 | 『ひとりでぷよぷよ』対戦表 | 『ひとりでぷよぷよ』対戦表 | 『ひとりでぷよぷよ』対戦表 |
| ステージ                   | やさしい                   | ふつう                     | むずい                     |
| 主人公                     | ドラコケンタウロス         | アルル・ナジャ             | シェゾ・ウィグィィ         |
| サブタイトル               | 『ドラコの休日』           | 『アルルの冒険』           | 『シェゾの逆襲』           |
| -------------------------- | -------------------------- | -------------------------- | -------------------------- |
| 1                          | スケルトン-T               | ドラコケンタウロス         | コドモドラゴン             |
| 2                          | ハーピー                   | インキュバス               | ウィッチ                   |
| 3                          | ちょっぷん                 | すけとうだら               | ぞう大魔王                 |
| 4                          | -                          | キキーモラ                 | ハニービー                 |
| 5                          | -                          | のほほ                     | 勇者ラグナス・ビシャシ     |
| 6                          | -                          | コドモドラゴン             | ルルー                     |
| 7                          | -                          | ウィッチ                   | アルル・ナジャ             |
| 8                          | -                          | ぞう大魔王                 | サタン                     |
| 9                          | -                          | ハニービー                 | （カーバンクル）           |
| 10                         | -                          | 勇者ラグナス・ビシャシ     | -                          |
| 11                         | -                          | ルルー                     | -                          |
| 12                         | -                          | シェゾ・ウィグィィ         | -                          |
| 13                         | -                          | サタン                     | -                          |
| 14                         | -                          | （カーバンクル）           | -                          |

### ふたりでぷよぷよ
2人対戦モード。携帯電話アプリ版には未収録。キャラクターを16体（+2体）の中から選択出来る。移植版では固ぷよ・得点ぷよ・エディットルールで対戦する事も可能で、 固ぷよ・得点ぷよの場合はルールが前作『ぷよぷよ通』準拠となる。セガサターン版では、このモードのみハンデ設定の称号が他機種・他シリーズと異なっており、「激甘」→「シルバー（お婆さん）」、「甘口」→「キッズ（少年）」、「中辛」→「レギュラー（若い女性）」、「辛口」→「マニア（ヤンキー系の男性）」、「激辛」→「マスター（宇宙人）」と、ひとりでぷよぷよのCPUレベルと同じ名称となっている。
GB版ではモード名が「つうしん」となっており、「たいせん（通常のふたりでぷよぷよに相当）」、「とことんなぞぷよたいせん（後述）」、「ぷよ通とたいせん（前作『ぽけっとぷよぷよ通』との通信対戦）」を選択可能で、隠しオプションで通信機能をOFFにするとCPUとの対戦も可能となる。

### とことんぷよぷよ
対戦をせずに1人でぷよを消し続けるモード。アーケード版・携帯電話アプリ版には未収録。開始レベルは前作までは1・3・5の3段階だったが、今作は1-5の5段階から選べる。連鎖ボイスは1P・2P共に、アルルのボイスが流れる。
GB版では「とことん」モード内の「とことんぷよぷよ」として収録され、後述の「とことんなぞぷよ」と選択する形式になっている。さらに、GB版のみキャラクターを選択可能。
メガドライブ ミニ2版では、『プラクティス』モードとして搭載されている。キャラクターを自由に選べる他、レベルの概念が無いことからぷよの落下速度は上がらない。

### かちぬきぷよぷよ
最大16人まで参加可能のトーナメント形式のモード。N64版・PS版・Win95版に搭載。トーナメントの人数を4人・8人・16人の中から選択し、足りない場合はCPUが参加する。全員の中から予選を1回（4人）・2回（8人）・3回（16人）行い、3位決定戦、決勝という流れ。設定により、CPU同士の対戦も観戦することが出来る。N64ではプレイヤーのスタート位置がランダムなのに対し、PS版・Win95版は各プレイヤーのスタート位置が固定されている。なお、人間のプレイヤーが全員敗退した（残りが全てCPUのみとなった）場合はN64版ではゲームオーバーとなりそこで打ち切られるが、PS版・Win95版はCPUのみで最後まで続行する。
2018年に発売された『ぷよぷよeスポーツ』にも「トーナメント」として、同様のモードが収録されている。

### とことんなぞぷよ
次々と出題される課題を順番に解いていくモード。N64版・PS版・Win95版・GB版に搭載。GB版を除きモード内で3種類のモードが存在する。ゲームシステムについては、なぞぷよ#とことんなぞぷよを参照。連鎖ボイスは『れんしゅう』と『じっせん』はアルル、『たいせん』は選択したキャラクターのボイスが流れる。

#### れんしゅう
練習問題をプレイできる。問題ごとに決められた手数内で課題をクリアする。N64版では64問、PS版・Win95版では99問収録されている。GB版には未収録。
背景には課題の手本の形が表示されているが、この通りに組まずに条件を満たしてもOKで、手本を消して自力で問題を解くことも出来る。

#### じっせん
次々と出題される課題をクリアしていく。後のシリーズとは異なり制限時間が無いため、ゲームオーバーになるまで継続する。
GB版では前述の「とことん」モード内の「とことんなぞぷよ」としてこちらを収録。こちらにはタイムアタック機能も搭載。

#### たいせん
両者に同じ課題が出題され、先にクリアしたプレイヤーにポイントが入り、先に設定したポイントに達したプレイヤーが勝利となる。左から3列目にぷよを置いた場合は、通常通り敗北となる。おじゃまぷよを送ることはできない。
このモードではプレイヤー同士による対戦のみ可能で、CPUと対戦する事は出来ない。
GB版では前述の「つうしん」モード内の「とことんなぞぷよたいせん」となっており、ルールは同じだが、おじゃまぷよを相手に送ることができる。

### とれーにんぐ
GB版のみ搭載され、「おたのしみ」モード内に設置。好きな対戦相手を選択してCPUとの対戦を行える。「ひとりでぷよぷよ」に登場しないGB版追加キャラクターも選択可能。「ふたりでぷよぷよ」同様にハンデ選択が可能で、同じレベル同士の試合を行った場合だけ過去の勝敗数が記録される。
上記の他、イラスト等が閲覧できるギャラリーモードが搭載されている。

## ストーリー
闇の帝王であるところのサタンは、雑誌の「肌を小麦色に焼いてギャルにもてもて」といった言葉が踊る南国ツアーの記事を読み返しつつ、「今まではモテるための営業努力が足りなかった」と悟る。しかしその時は日焼けの出来るような季節ではなかったため、サタンは南国ツアーへ行くよりも、その場にいながら日焼けをすることを選び、周りの迷惑もかえりみず太陽を巨大化させてしまう。
これにより、世界は突如昼夜を問わず太陽が照り続けるようになり、アルルは太陽が巨大化した原因と思われる怪しいビームが出ている城を目指して世界を元に戻すべく立ち上がる。別の場所では、誰よりも愛する闇夜を奪われたシェゾが事の張本人に復讐すべく旅立つ。その一方で、ドラコは突然いい天気になったことに機嫌を良くし、暢気にも日光浴に出かけようとしていた。

## 登場キャラクター
主人公（対戦キャラクターとしても登場）
ドラコケンタウロス（やさしい）、アルル・ナジャ（ふつう）、シェゾ・ウィグィィ（むずい）
前作までの対戦キャラクター
スケルトン・T、ハーピー、インキュバス、すけとうだら、のほほ、ウィッチ、ぞう大魔王、ルルー、 サタン
本作からの対戦キャラクター
ちょっぷん、キキーモラ、コドモドラゴン、ハニービー、勇者ラグナス・ビシャシ、カーバンクル
ゲームボーイ版での復活キャラクター
スキュラ、ふたごのケットシー、うろこさかなびと、ミノタウロス
「ふたりでぷよぷよ」では使用するキャラクターを自由選択できるが、連鎖ボイスや演出などが異なるのみで、基本的に性能自体の差はない。また演出についてもオプションで変更できる。ボスキャラクターのサタンとカーバンクルはほとんどの機種で隠しキャラクター扱いとなっており、隠しコマンドで使用できる。ゲームボーイ版ではボス2体と追加の4体を含む全キャラクターを最初から選択できる。
ゲームボーイ版以外では上記の他にサブキャラクターとして漫才デモやなぞぷよにミノタウロス、オープニングムービーとのほほ戦の漫才デモ背景のみパキスタが登場している。ゲームボーイ版のタロットではジャァーン、ももも、マンドレイク、パノッティが描かれたものがある。
ドラコケンタウロスは登場以来、本作で初の主人公となる。勇者ラグナス・ビシャシは本作で初登場のオリジナルキャラクターとなっている。カーバンクルはこれまでの『ぷよぷよ』シリーズではマスコットとして登場していたが、本作で初の対戦キャラクターとなった。その他の本作からの新キャラクターは、前作までとは異なり『魔導物語1-2-3』以外からの出典となっており、キキーモラはPC-98版『魔導物語 道草異聞』より、ちょっぷんはゲームギア版『魔導物語III 究極女王様』より、コドモドラゴンとハニービーはPC-98版『大魔導戦略物語』よりとなっている。ゲームボーイ版におけるうろこさかなびとは、ゲームボーイカラーやゲームボーイアドバンス、ニンテンドー ゲームキューブの周辺機器ゲームボーイプレーヤーなどを使用した際のフルカラー表示では、前作同様の青系統の配色（後のシリーズにおいてセリリという個人名が付けられている方）である。

### 声優
ほとんどが当時のコンパイル社員、もしくはコンパイルの自社オーディションによって選ばれた声優を起用している。
以下の2名は過去にオーディションで選ばれ、PS版『ぷよぷよ通決定盤』から起用された声優をそのまま継続使用している。
- 小沢美奈子（現:小沢ミナコ） / アルル・ナジャ
- 大塚雄史郎（おおつか ゆうしろう） / シェゾ・ウィグィィ

以下の3名は本作のオーディションで選ばれ、N64版『ぷよぷよSUN64』以降より旧担当者から差し替える形で新たに起用されている。この3名は『わくわくぷよぷよダンジョン』やSS版『魔導物語』、ディスクステーション収録のアニメーションなどにも継続して登板している。
- 藤田圭宣（現:織田圭祐） / スケルトン-T（N64版以降）
- 小竜（こたつ、現:川畑竜也） / インキュバス（N64版以降）
- 浅葱のあ（あさぎ - ） / ルルー（N64版以降）

以下は当時のコンパイル社員が担当。前作にも登場していたキャラクターの殆どは、PS版『ぷよぷよ通決定盤』と同じ声優が継続使用されている（前作のクレジットには明記されていない）。
- MOO仁井谷（仁井谷正充） / サタン（セガ発売のPS廉価版・ゲームアーカイブス版を除く）
- 姫月あやめ（きづき - ） / ドラコケンタウロス、コドモドラゴン、カーバンクル
- RIU / ハーピー
- セニョール河北（ - かわきた）（スタッフロールでは「河北健二」（- けんじ）名義） / ちょっぷん
- 秋山泰俊SSS（あきやま やすとし - ）  / すけとうだら、ぞう大魔王
- さかなやさん / キキーモラ、勇者ラグナス・ビシャシ
- KEROL（ケロル） / のほほ
- のだぽん・野田純子（のだ すみこ） / ウィッチ
- けみ / ハニービー
- むらさき朱 / ミノタウロス（『ふつう』ルルー戦の漫才デモに登場する）
- ガッツ中松（ - なかまつ）  / スケルトン-T（AC・SS版のみ）
- 橘黄昏（たちばな たそがれ） / インキュバス（AC・SS版のみ）
- さるかいかい / ルルー（AC・SS版のみ）

セガ発売のPS廉価版・ゲームアーカイブス版のサタンの声優については、公表されていないため不明。

## 開発
本作のサブプログラマを務めたわあくん本田によると、当初は別作品の企画だったが、紆余曲折の末にぷよぷよの新作になったとされている。
だが、ゲームシステムは『ぷよぷよ通』でほとんど完成してしまったため、開発チームは同作との区別化に思い悩んだ末、太陽ぷよの導入を決定した。
また、開発チームのメンバーはわあくん本田も含め家庭用ゲーム機の開発が初めてだった者が多かったものの、メインプログラマらの活躍により、短い制作期間の中で完成させることができた。

### 開発（ゲームボーイ版）
オリジナル版の企画立案者のかむきひが語ったところによると、本作の各機種への移植作業は次回作『ぷよぷよ〜ん』と同時進行で行われており、本作の移植版で使えそうなアイデア（例：とことんなぞぷよ、リプレイ機能）は移植版へ採用された。
このうち、ゲームボーイへの移植計画は1998年4月21日に開始した。
同作は1998年末に投入する予定であり、5か月間の開発期間が設定されていたが、ゲームボーイ用ソフトの開発機材が全くないという問題があった。
プロジェクト始動直前の1998年3月18日に、コンパイルは広島地方裁判所へ和議申請を行い、1度目の経営破綻を迎えていた。このため、同業他社からの貸借も検討されたが、最終的には任天堂から購入した。
加えて、ゲームボーイ版の開発スタッフたちは前作『ぽけぷよ通』との差別化が最大の課題であると企画当初から認識しており、本作最大の目玉である「攻撃カットインディスプレイ」はゲームボーイで再現できないことから、かむきひからも「ぷよぷよSUN」というタイトルはやめるべきだというアドバイスが寄せられていた。
一方、社長の仁井谷正充や営業販促担当を交えた会議では「ぷよぷよSUN」というタイトルは問屋側にとって十分魅力があるという意見が寄せられていた。
あかままさおをはじめとする開発スタッフたちは、「対戦要素のある『なぞぷよ』」などの企画を用意したものの、「攻撃カットインディスプレイ」と比べると押しに弱いと考えていた。
開発期間が残り3か月となったところで、開発スタッフの一人であるあかままさおは任天堂の技術説明会で目にしたゲームボーイカラーに惹かれ、ゲームボーイ版のカラー化と『ぽけぷよ通』との通信対戦対応を目玉にすることを決断した。ゲームボーイカラー用ソフトの開発機材を入手し、企画仕様を大幅に変更したうえで、作業スケジュールもカラー化を組み込んだ。
これにより「認定証イラスト」が追加された一方、ポケットプリンタへの対応は見送られた。
その後、テストプレイが始まった矢先、おじゃまぷよと黄色ぷよの見分けがつかないという声が寄せられた。どちらも黒色で縁取られていたことから、おじゃまぷよのデザインを変更した。このため、おじゃまぷよは取扱説明書と実際の画面上でデザインが異なっている。
マスターROMができた時点では、当初の提出予定日から1日超過していたが、コンパイル側のテストプレイチームから進行ができなくなるバグが見つかったことをきっかけに、マスターROMの差し替えが2回行われた。

## 反響
ライターの伊藤誠之介によると、微妙な操作感覚の違いが勝敗を分ける上級者同士の戦いでは前作『ぷよぷよ通』が使用されることが多かったため、本作の人気が伸び悩んだとされている。

## 評価
ライターの伊藤誠之介は2021年の記事の中で、本作のゲーム性は前作『ぷよぷよ通』をさらに改良させたもので、非常に面白い内容だったと評価している。
インターネットラジオ番組『プレイステーション presents ライムスター宇多丸とマイゲーム・マイライフ』2021年4月15日放送分において、本作が取り上げられ、初めて本作の画面を見た司会者の宇多丸はシンプルながらもポイントを押さえたキャラクターデザインを評価した。また、ゲストの上坂すみれも「自分の萌えるキャラクターの雛形がすべてこのゲームに詰まっている」と話している。

### 『ぷよぷよSUN64』に対する評価
『ぷよぷよSUN64』は電撃NINTENDO64HOT GAME PREVIEWでは8、7、8、6の29点。レビュアーはモードが充実している点や、モードの切り替えが早い点、太陽ぷよのおかげで一発逆転がでるきるといった点からファンにとっては手堅いとしている。一方で、ROMへの限界を指摘する声や、振動パックによる振動が限定的であることが指摘された。
また、デモ音声の欠如から、ターゲット層がわからないと指摘する声も寄せられた。レビュアーは他機種版を持っている人は買わなくてもいいとした上で「ありかなしかと聞かれたら、あり」とした。IGNでは7.2/10のスコアが付けられた。こちらもモードやオプションの充実が評価された。一方で、同作のグラフィックは悪くはないものの64タイトルとしては他より劣る点が指摘され、サウンドも悪くはないが賞賛まではしないとした。IGNのレビュアーは難しい面もあるがシンプルで中毒性があって楽しいゲームだと結論付けた。

## その他
- 本作で導入された新システム「太陽ぷよ」は4作目『ぷよぷよ〜ん』には当初引き継がれなかったが、そのゲームボーイカラー移植版である『ぽけっとぷよぷよ〜ん』で再登場している。その後は派生作品である『ぷよぷよBOX』、『ぷよぷよ!! Puyopuyo 20th anniversary』、『ぷよぷよクロニクル』及び『ぷよぷよパズルポップ』にルールのひとつとして採用されている。
  - 太陽ぷよが後のぷよぷよシリーズの作品で限定的にしか採用されなかったのは、太陽ぷよが上級者から不評だったのが原因となっている。ただ、ゲームの本質とは関係のない要素であるが、本作で（本格的に）登場した要素のうち、キャラ別の連鎖ボイス・ダメージボイス、色ごとに表情が描き分けられた色ぷよ、岩ぷよ（隕石ぷよ）より上位の予告ぷよが全てその整数倍の数を表す点などは、後のぷよぷよシリーズの作品に継承されている。
- オープニングでシェゾは洞窟から出てくるため、以後ユーザーから彼は洞窟に住んでいると思われるようになった。ところが、これに対するスタッフの回答は「言われるとそのようにも見えますね」といった内容であったので、特にこのシーンに意図は無かったようである。プレイステーション版の攻略本に掲載された漫画に至っては、洞窟の中で遭難していた。さらに、『ぷよぷよBOX』では実際に洞窟を住処にしていた。『ぷよぷよ!! Puyopuyo 20th anniversary』でも洞窟を住処にしており、その理由を「闇と静寂にふさわしい場所」だからとしている。
- セガサターン版およびプレイステーション版のサウンドテストには、「哀愁」と名付けられた本編未使用曲が収録されている。この曲を取り扱ったニコニコ動画の投稿動画において、当時の開発者を名乗る人物が語ったところによれば、この曲はもともと「とことんぷよぷよ」用に作曲されたものだったが、「ファミリー向けにしてはアダルティックな曲」だったため没になったという[16]。

## 関連商品
セガサターン ぷよぷよSUN 公式ガイドブック
1997年4月27日発売（ISBN 4-906659-01-2）。コンパイルより発行。セガサターン版『ぷよぷよSUN』の公式ガイドブック。
ぷよぷよSUN日輪大作戦
1997年5月20日発売（ISBN 4-900700-43-6）。ティーツー出版より発売された攻略本。
ぷよぷよSUN大百科（ケイブンシャの大百科 622）
1997年6月27日発売（ISBN 4-7669-2728-1）。勁文社より発売された攻略本。
NINTENDO64 ぷよぷよSUN64 公式ガイドブック
1997年11月30日発売（ISBN 4-906659-02-0）。コンパイルより発行。『ぷよぷよSUN64』の公式ガイドブック。
プレイステーション ぷよぷよSUN決定盤 公式ガイドブック
1998年1月1日発売（ISBN 4-906659-03-9）。コンパイルより発行。『ぷよぷよSUN決定盤』の公式ガイドブック。
ぷよぷよSUN サタンさまのモテモテ大作戦（ファミ通ゲーム文庫）
1998年3月2日発売（ISBN 4-89366-963-X）。アスキーより発行された小説作品。著者は高平鳴海。挿絵はみふづかつかさ。
サタンを主人公に、ゲーム本編の前日談を描いたノベライズ。アルルの師匠がモグモグという人物だったり、ぷよぷよは消すことで魔法を使えるようになる精霊であるなど、原作とは異なる小説版オリジナルの設定が多い。
ぷよぷよSUN DX. Complete Best Album 3
1998年11月21日にテイチクエンタテインメントより発売。『ぷよぷよSUN決定盤』のオリジナルサウンドトラック＋CMソング＋ボイスコレクション。

## 関連作品
たいぷdaぷよぷよ
2001年5月25日発売。開発・発売元はバイオックス、販売元はメディアカイト。Windows 95 & Macintosh ハイブリッド。ぷよぷよとタイピングソフトが融合したゲーム。グラフィックやボイスは本作をベースにしている。

ぷよしょっと（プリクラ）
当時流行していた、写真を印刷するゲーム筐体『プリント倶楽部2』の一種。『ぷよぷよSUN』をベースにしたフレームで印刷ができる。一般のゲームセンターには置かれず、ぷよまん本舗に設置されていたので、世界でも5台しか存在していなかった。
稼働日は1997年3月30日で、ユーザへの初御披露目は同日開催の第三回ぷよマスターズ大会だった。当初は9フレーム＋隠しフレームだったが、ばよえ〜んツアー97の時期に新規18フレーム＋隠しフレームが追加されている。